# Mark Linett
Mark Linett es un productor e ingeniero de sonido. Ha realizado un importante trabajo en lo que se refiere a The Beach Boys, incluyendo la remasterización de sus grabaciones que aparecen en las reediciones "dos por uno" de sus álbumes de estudio. También produjo y dirigió la mezcla de Pet Sounds en sonido envolvente 5.1 Dolby Digital. También ha trabajado con Brian Wilson de The Beach Boys, Red Hot Chili Peppers, Jane's Addiction, Los Lobos, Rickie Lee Jones y Randy Newman. Ganó tres Grammy Awards.
En 2014, Linett hizo un cameo interpretando al ingeniero de sonido Chuck Britz en la película biográfica sobre Brian Wilson Love and Mercy.